# Traconítide

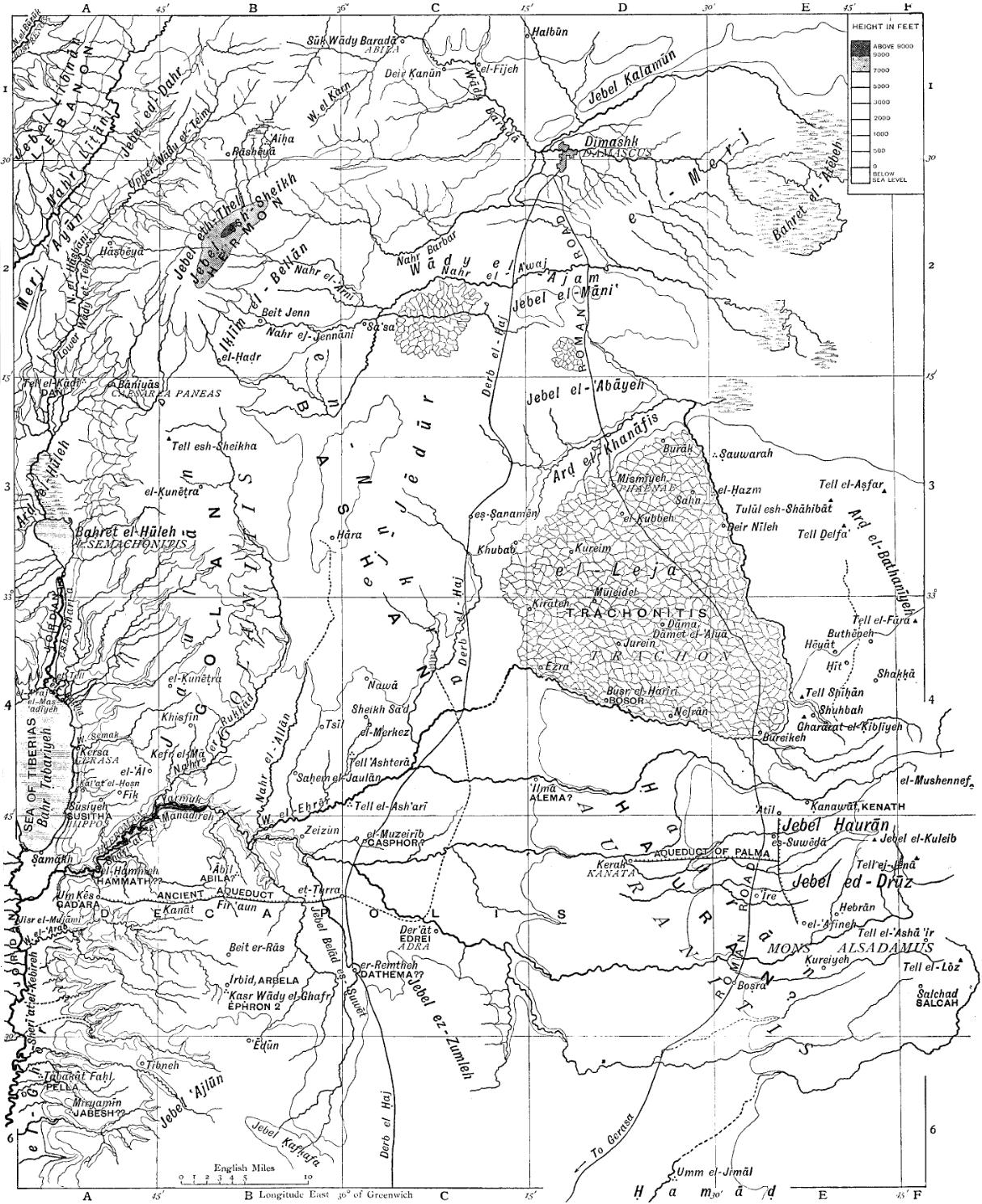
Traconítide en un mapa de la Encyclopaedia Biblica (1903)

Traconítide o Traconítida (del en griego antiguo: τραχωνιτιδος "tierra dura y rocosa") es una región histórica, situada a 50 km sureste de Damasco, entre las montañas del Antilíbano y Batanea. Su suelo está conformado por rocas volcánicas. En el antiguo Israel era conocida como Argob (en hebreo: ארגב‎, por ejemplo en Deuteronomio 3:4,13-14; en el hebreo moderno se le llama por su nombre griego (en hebreo: 'טרכון' Traconi‎).

## II y I milenios a.C.
Durante mucho tiempo fue habitada por grupos beduinos. Entre el segundo y primer milenio a. C., la región fue disputada por los arameos, amorreos e israelitas, para pasar luego al dominio de los asirios, babilonios, persas y griegos. Traconítide fue anexionada por el imperio seléucida en el siglo II a. C. Durante este período, la región fue una zona fronteriza entre los nabateos del sur y los itureos, árabes sometidos por los griegos.

## Dominio romano
La región vio un mayor desarrollo bajo los romanos, que construyeron un camino que la conectaba con la provincia imperial de Siria, a la que fue anexada en el año 34. Es mencionada en el Nuevo Testamento.
Los cultos paganos que predominaron en Traconítide, durante la época griega y romana, persistieron durante gran parte de la era bizantina, hasta el siglo VI, cuando el cristianismo se hizo dominante. Durante el régimen bizantino, la región experimentó un gran auge con la construcción con iglesias, casas, baños y columnatas edificdas en numerosos pueblos, cuyos habitantes eran en gran parte árabes.

## Dominio musulmán
En el siglo VII, Siria fue conquistada por los árabes, y la cultura actual data de aquella conquista musulmana
En algún momento la población de la región se redujo, pero repoblada por refugiados de otras partes de Siria durante las invasiones mongolas del siglo XIII. Fue entonces cuando la región ganó su nombre actual, Layat, del  árabe moderno al-Lajā en árabe: اللجاة‎, que significa "el refugio". 
Durante la dominación otomana temprana en el siglo XVI, al-Lajat contenía numerosos pueblos productores de grano, pero en el siglo XVII la región estaba otra vez casi abandonada. Las tribus beduinas locales, como al-Sulut, utilizaban cada vez más la región para pastorear sus rebaños, y los emigrantes drusos de la Cordillera del Líbano empezaron a colonizar el área, a principios del siglo XIX. 
Hoy en día, junto con los drusos que habitan sus zonas central y oriental, la región está poblada por musulmanes y cristianos ortodoxos, que viven en las aldeas a lo largo de su borde occidental.
Actualmente es parte de Siria y se denomina Layat.